# Testgebiet
Als Testgebiet wird ein größeres Gebiet auf der Erdoberfläche bezeichnet, auf dem
1. bio- oder geowissenschaftliche Versuche durchgeführt werden,
2. Entwicklungstrends der Vegetation oder Tierwelt unter verschiedenen Bedingungen beobachtet werden,
3. die Funktionalität von Überwachungs-Methoden erprobt wird,
4. oder Experimente größeren Stils durchgeführt werden.

Im Deutschen gibt es weitere Begriffe, deren gegenseitige Abgrenzung nicht streng möglich ist. Dazu gehören
- die Versuchsfläche, die i. a. ein kleineres Gebiet der Erdoberfläche meint; der Terminus wird vor allem in der Land- und Forstwirtschaft verwendet, z. B. für Versuchsgärten oder Versuchswälder;
- die Test- oder Probeflächen, die als repräsentative, meist rasterartig festgelegte Grundstücke zur Datenerfassung über größere Gebiete dienen. Die Eigenschaften der dazwischen liegenden Gebiete ohne Messpunkte werden aus den Daten der umgebenden Probeflächen abgeleitet oder interpoliert, z. B. für den Aufbau von Bio- oder Geoinformationssystemen;
- die räumliche Verteilung von Stichproben in den verschiedensten Bio- und Geowissenschaften sowie in der Wirtschaft.

Testgebiete oder große Versuchsflächen werden im Regelfall nach den jeweiligen Erfordernissen des Forschungsprojekts oder des technischen Fachgebiets ausgewählt (beispielsweise Wüstenbegrünungen oder die früheren Atomtestgebiete), während Testflächen für Messpunkte meist im geografischen Raster oder in Profilen angelegt werden.